# Aulo Licínio Nerva Siliano (cônsul em 65)
Aulo Licínio Nerva Siliano (em latim: Aulus Licinius Nerva Silianus; m. 65) foi um senador romano da gente Licínia eleito cônsul em 65, primeiro com Marco Júlio Vestino Ático, executado acusado de participar da Conspiração Pisoniana, e depois com Públio Pasidieno Firmo. Era filho biológico de Públio Sílio Nerva, cônsul em 28, e neto de Aulo Licínio Nerva Siliano, cônsul em 7 e amigo de Augusto. Seu nome de nascimento provavelmente era Públio Sílio Nerva e foi alterado depois de sua adoção por um Aulo Licínio. 